# Тархан (этноним)
Тархан  — этноним у тюркских народов, происходящий от привилегированного сословного положения; сперва обозначавшее племенную аристократию, аристократический титул тархан, слово затем получило семантику «освобожденный от податей». В частности этноним «тюрки» некоторыми учеными производится от «тархан» через переднеязычный вариант «тǝркǝн», связывающийся со словом «тyрǝ» — господин, родственник, и, таким образом, возводят этноним «тюрки» к корням «тюркун» или «торкен». Это, впрочем, не единственная цепочка, через которую можно объяснить происхождение от этих корней — выдвигались так же и соображения тотемического характера.
Кузеев и Гарипов предполагают, что этноним появился у булгар и передавался (перенимался) по цепочке болгары — венгры — волжские булгары — чуваши — башкиры в районе взаимодействия этих народов в Приазовье и на Северном Кавказе.

## Этносы
Встречается у башкир (племя Еней), чуваш  и т. д.